# Societat Cultural de la Múnia
La Societat Cultural de la Múnia és una obra de Castellví de la Marca (Alt Penedès) inclosa a l'Inventari del Patrimoni Arquitectònic de Catalunya.

## Descripció
La Societat Cultural de la Múnia està situada a la carretera de Vilafranca a Sant Jaume dels Domenys. És un edifici format per dues naus, una destinada a cafè i una altra a local amb escenari. Les naus tenen cobertes independents, a dues vessants, amb encavallades de fusta, iaccessos frontals i independents. La façana és simètrica, amb coronament esglaonat. En conjunt respon a les característiques del llenguatge noucentista.